# Сен-Сен-ан-Баш
Сен-Сен-ан-Баш (фр. Saint-Seine-en-Bâche) — коммуна во Франции, находится в регионе Бургундия. Департамент коммуны — Кот-д’Ор. Входит в состав кантона Сен-Жан-де-Лон. Округ коммуны — Бон.
Код INSEE коммуны — 21572.

## Население
Население коммуны на 2010 год составляло 287 человек.
| 1962 | 1968 | 1975 | 1982 | 1990 | 1999 | 2010 |
| ---- | ---- | ---- | ---- | ---- | ---- | ---- |
| 200  | 202  | 167  | 171  | 186  | 232  | 287  |

## Экономика
В 2010 году среди 195 человек трудоспособного возраста (15—64 лет) 159 были экономически активными, 36 — неактивными (показатель активности — 81,5 %, в 1999 году было 70,3 %). Из 159 активных жителей работали 144 человека (84 мужчины и 60 женщин), безработных было 15 (6 мужчин и 9 женщин). Среди 36 неактивных 13 человек были учениками или студентами, 15 — пенсионерами, 8 были неактивными по другим причинам.